# Claus Suchanek
Claus Suchanek es un deportista alemán que compitió en piragüismo en la modalidad de eslalon. Ganó dos medallas en el Campeonato Mundial de Piragüismo en Eslalon: oro en 2002 y bronce en 2003, y una medalla de oro en el Campeonato Europeo de Piragüismo en Eslalon de 2002.

## Palmarés internacional
| Campeonato Mundial | Campeonato Mundial            | Campeonato Mundial | Campeonato Mundial |
| Año                | Lugar                         | Medalla            | Competición        |
| ------------------ | ----------------------------- | ------------------ | ------------------ |
| 2002               | Bourg-Saint-Maurice (Francia) | Medalla de oro     | K1 por equipos     |
| 2003               | Augsburgo (Alemania)          | Medalla de bronce  | K1 por equipos     |
| Campeonato Europeo |                               |                    |                    |
| Año                | Lugar                         | Medalla            | Competición        |
| 2002               | Bratislava (Eslovaquia)       | Medalla de oro     | K1 por equipos     |